# Educazione (costume)

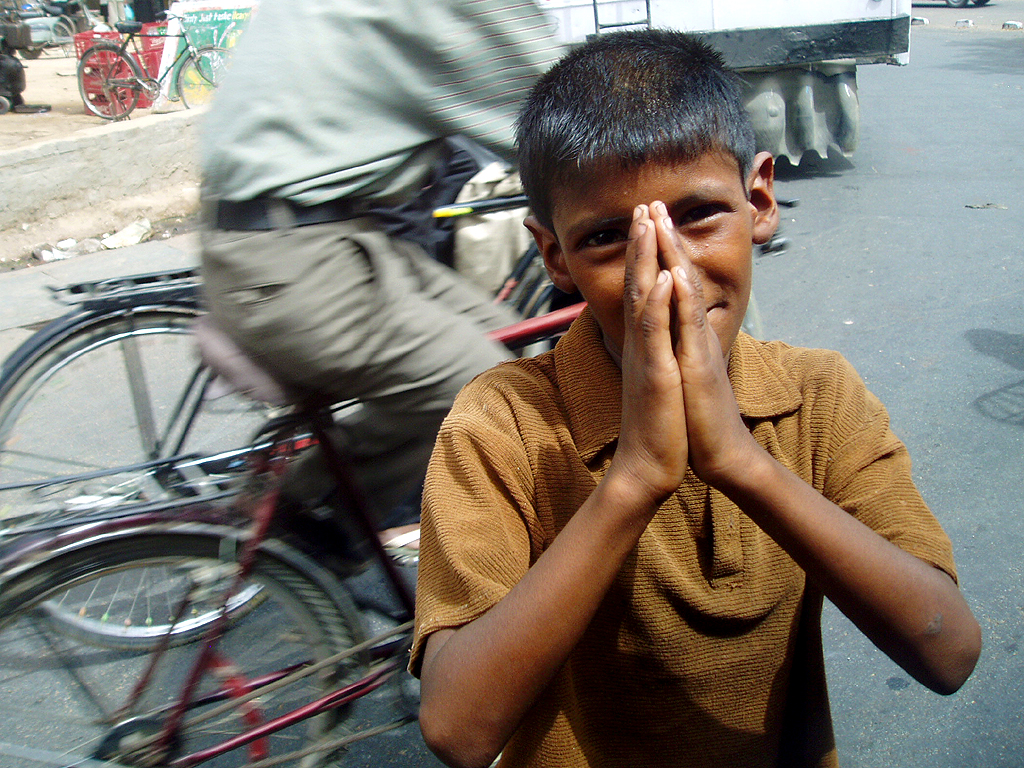
Ringraziare e salutare sono dei segni di buona educazione in ogni parte del mondo e contesto sociale (ragazzo che mendica in India)

Nel linguaggio comune, per educazione senza altri attributi si intende in genere il comportamento dell'individuo con gli altri, e si distingue in buona educazione (rispetto delle regole sociali, buon comportamento) o maleducazione (assenza di rispetto per le regole sociali, cattivo comportamento). In questo senso il termine è correlato ma distinto dal significato di educazione come trasmissione del sapere.

## Descrizione
Ciò che è considerato educato o meno può variare dal contesto sociale: un comportamento può essere educato in un contesto normale, ma maleducato in un altro. Ad esempio agli ospiti di un ostello è sufficiente che il personale sia cortese e disponibile a rispondere a qualche domanda sulla città, mentre in un albergo a 5 stelle si hanno molte più aspettative; in un piccolo paese ci si aspetta di essere salutati e salutare praticamente chiunque, mentre in una grande città questo è praticamente impossibile.
L'educazione è basata fortemente sulla cultura di un popolo e può portare a delle regole molto diverse o addirittura opposte man mano che due culture si allontanano nello spazio o nel tempo. Ad esempio in Europa è considerato maleducazione il far rumore mangiando, anche quando si tratta di minestre si dovrebbe essere silenziosi e non far sentire "risucchi"; viceversa in Giappone far sentire il risucchio mentre si mangiano degli spaghetti è considerato quasi doveroso, perché in tal modo chi mangia fa un complimento al cuoco (come se dimostrasse di mangiare con gusto). Ancora in Giappone si evita assolutamente di soffiarsi il naso in pubblico, preferendo ancora "tirar su col naso", esattamente l'opposto che in Europa, ma anche in paesi molto più vicini come la Cina. Anche il comportamento della nobiltà europea è cambiato nel tempo. Nel Medioevo i primi testi scritti sul comportamento dei nobili (dopo il periodo classico) raccomandavano addirittura di non sputare a tavola, mentre dal rinascimento in poi si sono introdotte regole sempre più complicate, creando il cosiddetto galateo, le etichette di corte, ecc.
Un concetto correlato, che si è diffuso soprattutto nei media a partire dagli anni 80 del XX secolo, è quello di politicamente corretto, e di pari passo quello di "politicamente scorretto", che indica quella categoria di comportamenti o frasi che possono offendere una categoria sociale emarginata (ad esempio ironia a sfondo razzistico).